# Margarita (Italia)
Margarita (Margarita in piemontese) è un comune italiano di 1 393 abitanti della provincia di Cuneo in Piemonte. Il nome del paese deriva da una cappella dedicata a santa Margherita, risalente al XII secolo. È situato sulla sponda sinistra del torrente Brobbio. Altre fonti parlano del nome Margarita come traduzione latina di "perla".

## Geografia fisica
Il paese è bagnato dal torrente Brobbio, un tempo generoso di pesci. Altro torrente minore è la Colla. Il paese è poi solcato soprattutto nel centro storico da un canale irriguo che veniva utilizzato per l'irrigazione delle colture private, la Bialera di Magliano.In centro paese un altro breve canale alimentava alcuni mulini che venivano utilizzati per la macinatura del grano, il Bijà.

## Storia

### Simboli
Lo stemma e il gonfalone sono stati concessi con decreto del presidente della Repubblica del 20 ottobre 1990.
Stemma
Gonfalone
d'argento.»

## Monumenti e luoghi d'interesse

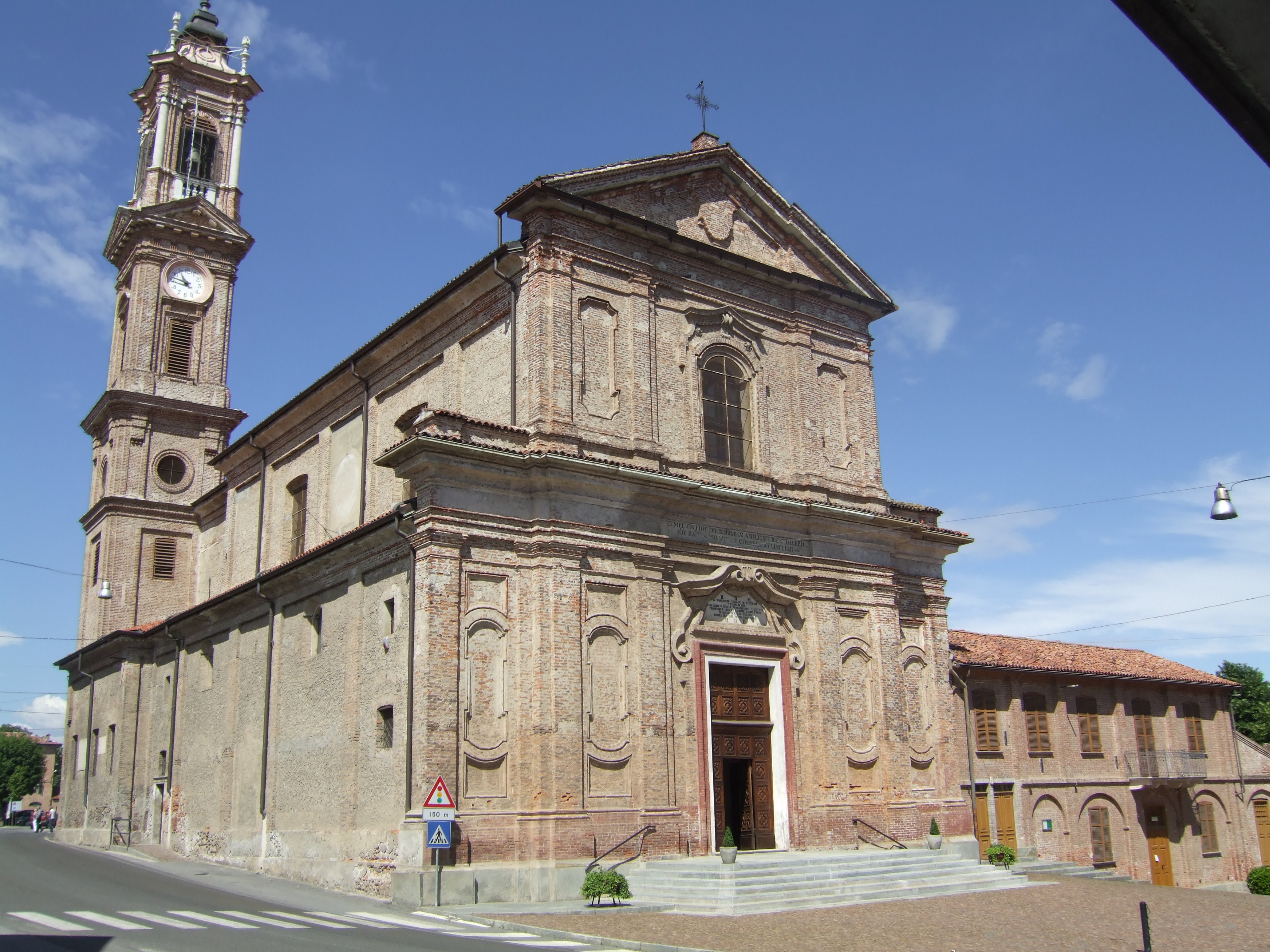
La chiesa parrocchiale di Margarita

Al centro del paese è posta una chiesa barocca di importanza storica notevole, con un campanile alto 52 metri (citato in alcuni scritti di Giorgio Bocca), opera del celebre architetto Francesco Gallo, già progettista della cupola del vicino santuario di Vicoforte.
Nel centro storico è presente la torre civica (ciochè vej), che delimitava il cosiddetto "ghetto" o "ricetto" corrispondente al primo nucleo dell'abitato margaritese; il "ghetto" ospita da alcuni anni il municipio, che ha occupato il palazzo delle vecchie scuole. Di grande interesse il castello appartenuto ai conti Solaro della Margarita, ora di proprietà della nipote; interessante il parco con tipico giardino all'italiana progettato dal marchese Piossasco di Rivalba, 1768.
Svariati i piloni votivi e le cappelle, che delimitavano gli accessi principali al paese (San Magno, San Rocco, Sant'Anna; il più famoso è il pilone di Santa Lucia, in fondo al ghetto, celebre per essere rimasto intatto dopo caduta di bomba aerea inesplosa durante la seconda guerra mondiale. Sempre nel centro del paese, la vecchia chiesa della Confraternita (la crusà), che un tempo veniva utilizzata come punto di partenza per le processioni della domenica delle Palme ed ora è sconsacrata e utilizzata per mostre ed esposizioni.

## Società

### Evoluzione demografica
Abitanti censiti

### Etnie e minoranze straniere
Secondo i dati Istat al 31 dicembre 2017, i cittadini stranieri residenti a Margarita sono 123, così suddivisi per nazionalità, elencando per le presenze più significative:
1. Romania, 45

## Cultura

### Eventi
La 4ª domenica di ottobre si celebra la Sagra dël còj (Sagra del cavolo verza). Essa è disposta nel caratteristico centro storico del paese (chiamato "Il Ghetto" o "Ricetto" dai locali) e richiama numerosi commercianti e visitatori dal Piemonte e dalla Liguria. La prima edizione della sagra è stata nel 2004. Il significato della sagra non è tanto per l'importanza della coltivazione del cavolo margaritese, quanto per il nomignolo dato ai margaritesi dai vicini morozzesi: teste 'd còj, (in italiano: teste di cavolo, ovvero zucconi). I margaritesi hanno risposto nominando i morozzesi mangia musche, vista la copiosa presenza di questi fastidiosi insetti nel paese vicino.

## Infrastrutture e trasporti

### Ferrovie
Il comune di Margarita non è servito da trasporto su ferro. La vecchia stazione ferroviaria è da tempo inattiva e si trova nei pressi dell'abitato di Santa Maria Rocca; viene utilizzata spesso per mostre commemorative ed esposizioni temporanee organizzate da artigiani ed agricoltori del paese.

### Autobus
- linea 11 (Conurbazione di Cuneo) - percorso: Cuneo Cap. Stazione FS - P. Torino - Trucchi - Margarita - Morozzo Cap.
- linea 40 (Extraurbana) - percorso: Cuneo Cap. Stazione FS - Trucchi - Margarita - Morozzo - Carrù - Dogliani
- linea 202 (Extraurbana) - percorso: Cuneo Cap. Stazione FS - Trucchi - Margarita - Morozzo - Mondovì - Ceva - Ormea - Imperia

In questo modo, il comune è collegato alla città di Cuneo, così da permettere ai cittadini l'accesso agli altri collegamenti offerti dal trasporto pubblico, urbano ed extraurbano, e alla Stazione di Cuneo.

### Strade
Il comune si trova sulla strada provinciale SP422 che collega Carrù con il capoluogo Cuneo.

## Amministrazione
Di seguito è presentata una tabella relativa alle amministrazioni che si sono succedute in questo comune.
| Periodo        | Periodo        | Primo cittadino          | Partito                          | Carica  | Note   |
| -------------- | -------------- | ------------------------ | -------------------------------- | ------- | ------ |
| 30 maggio 1985 | 22 maggio 1990 | Pierino Barberis         | -                                | Sindaco | [ 10 ] |
| 22 maggio 1990 | 24 aprile 1995 | Pierino Barberis         | -                                | Sindaco | [ 10 ] |
| 24 aprile 1995 | 14 giugno 1999 | Pierino Barberis         | -                                | Sindaco | [ 10 ] |
| 14 giugno 1999 | 14 giugno 2004 | Pierino Barberis         | lista civica                     | Sindaco | [ 10 ] |
| 14 giugno 2004 | 8 giugno 2009  | Stefano Giuseppe Meineri | lista civica                     | Sindaco | [ 10 ] |
| 8 giugno 2009  | 26 maggio 2014 | Stefano Giuseppe Meineri | lista civica                     | Sindaco | [ 10 ] |
| 26 maggio 2014 | in carica      | Michele Alberti          | lista civica: passione e impegno | Sindaco | [ 10 ] |

## Galleria d'immagini

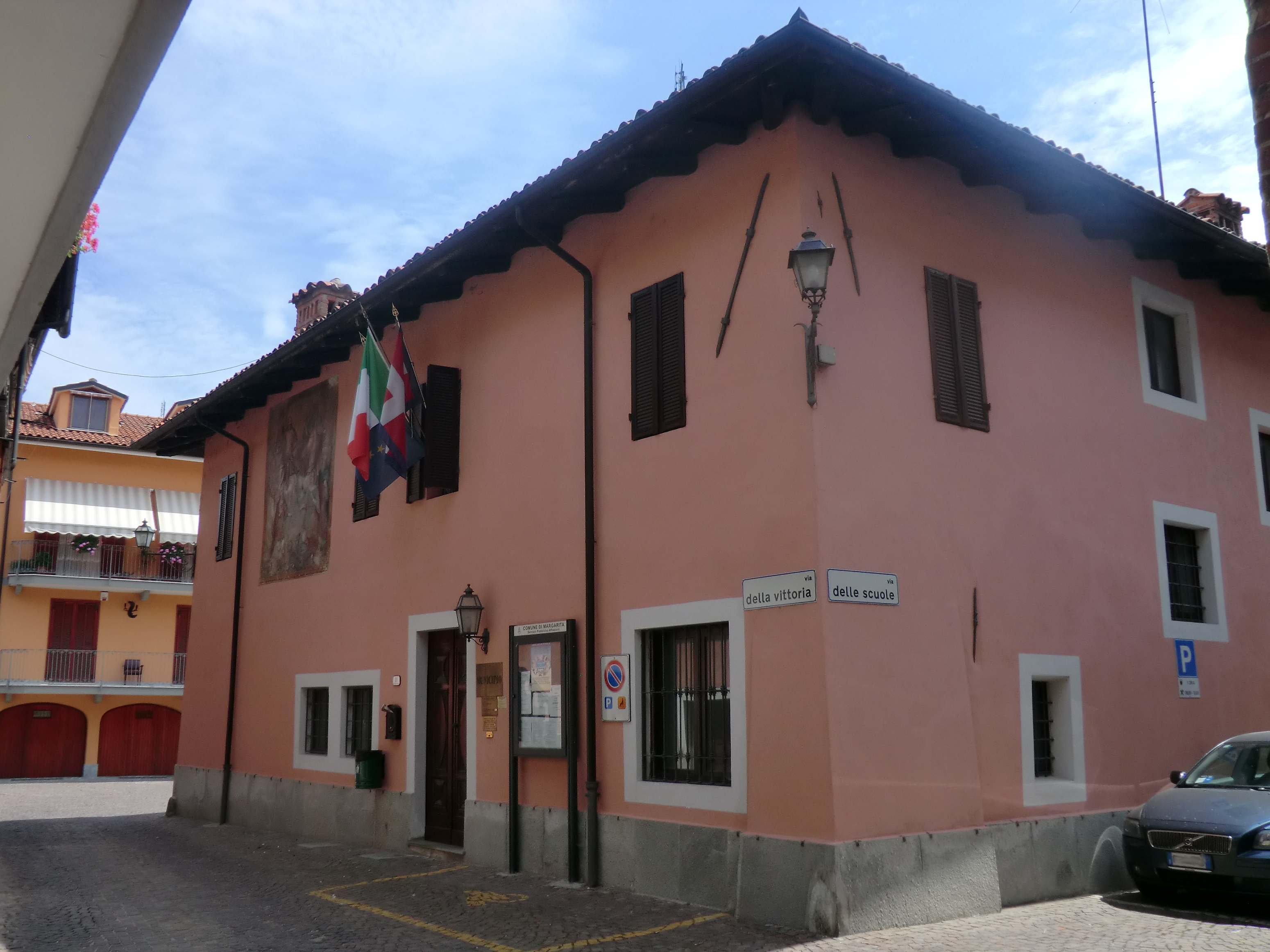
Municipio
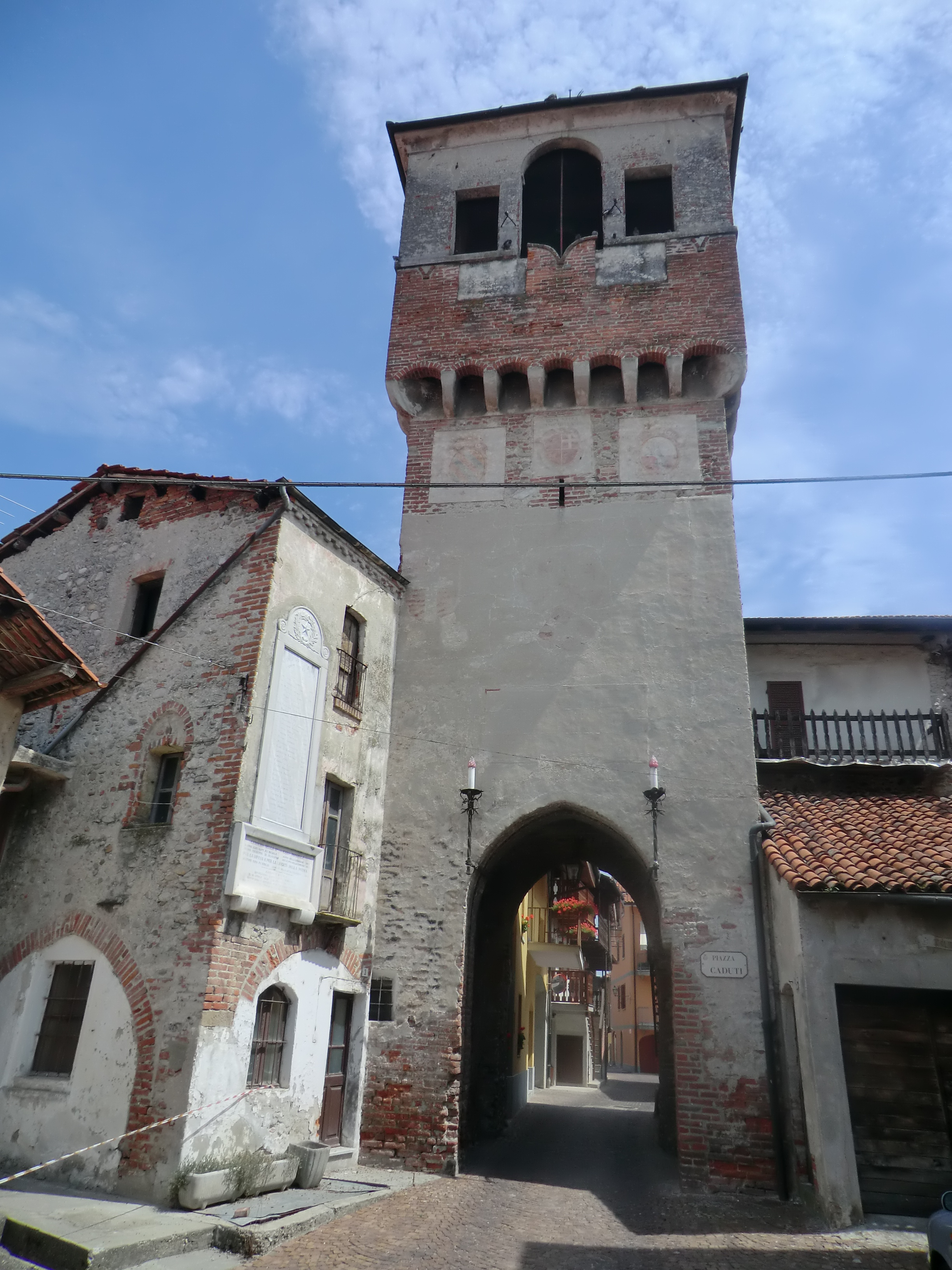
Torre civica